# 隐修教堂

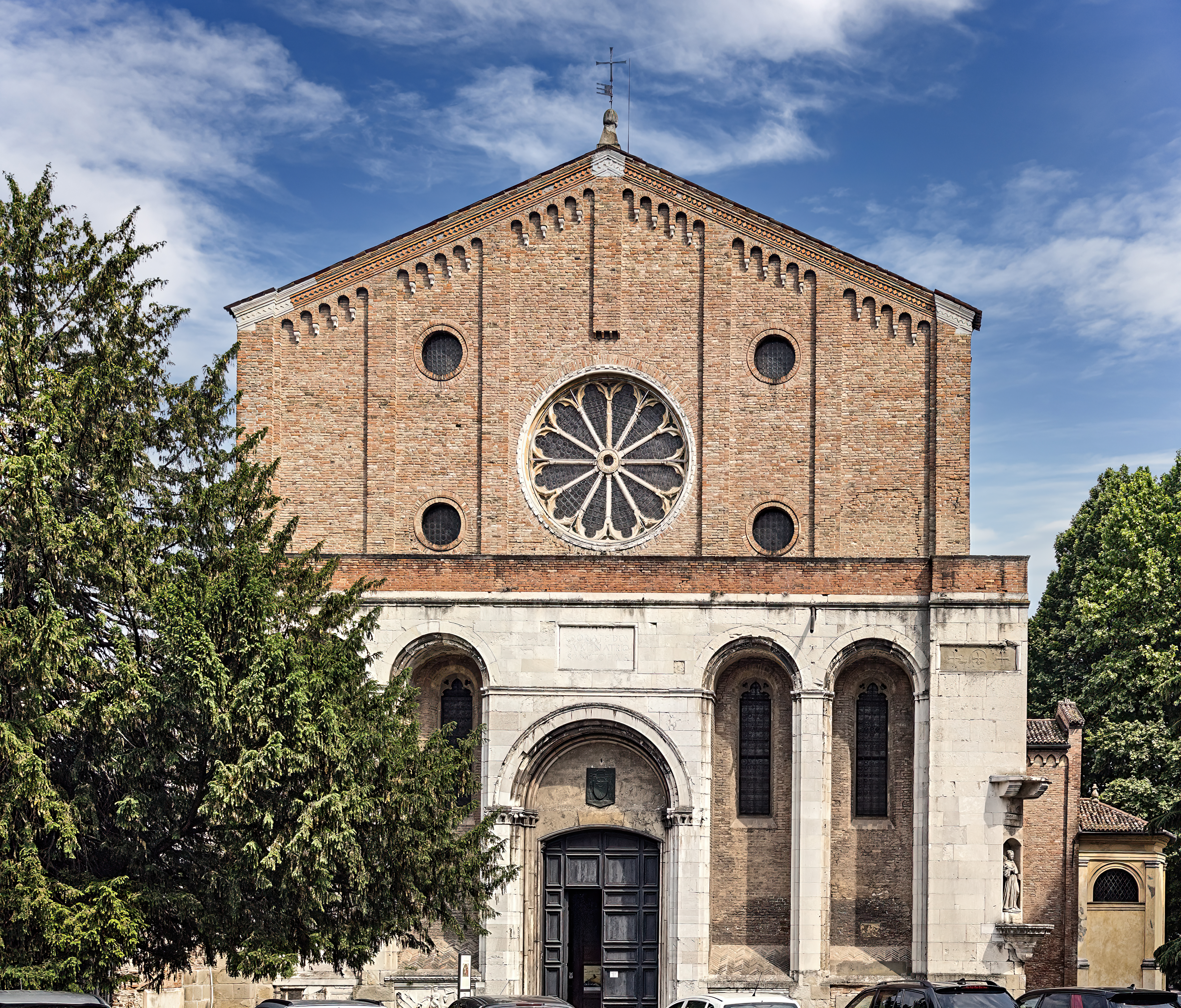

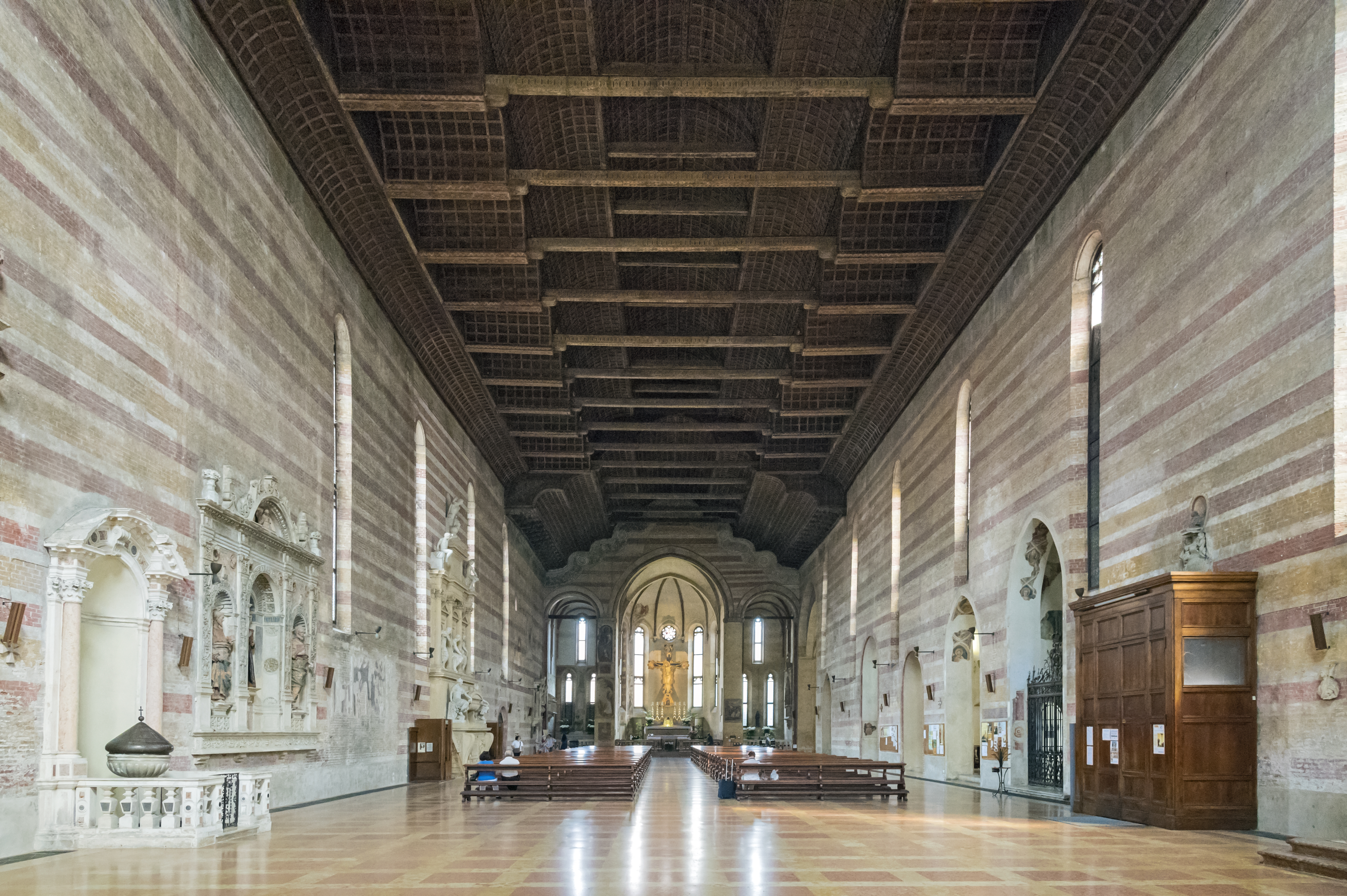

隐修教堂（意大利语：Chiesa degli Eremitani） 是意大利北部帕多瓦的一个奥斯定会教堂，建于13世纪。
它建于1276年，供奉圣人斐理伯和雅各伯；它得名于原来属于一个古老的修道院，现在是市立美术馆。
圣雅各伯和圣基道霍小堂，曾因安德烈亚·曼特尼亚的壁画而著称，第二次世界大战期间因靠近德国总部而遭盟军轰炸而受损严重。